# Militair Dienstkruis voor Officieren
Het Militair Dienstkruis voor Officieren voor 25 dienstjaren (Duits: Militär-Dienstkreuz für Offiziere) was een onderscheiding van het groothertogdom Mecklenburg-Strelitz en werd tussen 1846 en 1872 aan jubilerende officieren uitgereikt. In 1872 werd ten gevolge van het verdrag waarin de bondsvorsten met uitzondering van de koning van Beieren de zeggenschap over hun regimenten aan het Duitse Keizerrijk en de Duitse keizer als opperbevelhebber overdroegen overbodig. Het was nu de keizer die zijn officieren voor langdurige dienst decoreerde en alleen hij had zeggenschap over aanstellingen en bevorderingen.
Deze onderscheiding was vrijwel gelijk aan het Officiersdienstkruis, (Duits: Offiziersdienstkreuz), dat tussen 1841 en 1872 in Mecklenburg-Schwerin in tal van varianten werd uitgereikt. Alleen het medaillon met het Groothertogelijke monogram verschilde. Mecklenburg-Strelitz hield het bij één massief gouden of verguld kruis van brons en koper voor 25 dienstjaren.
Op de voorzijde staat het gekroonde monogram van Groothertog en op de keerzijde staat het getal XXV in Romeinse cijfers.
Er was ook een Militair Dienstkruis voor Onderofficieren (Duits: Militär-Dienstkreuz für ... Dienstjahre der Unteroffiziere) dat van 1846 tot 1924 bestond. Dit kruis heeft hetzelfde model zij het met een iets kleiner monogram en was niet van goud of verguldsel maar van zilver of brons.